# Flugplatz Meinerzhagen

i7
i11
i13
Der Flugplatz Meinerzhagen (ICAO-Code: EDKZ) ist ein Sonderlandeplatz bei Meinerzhagen, Märkischer Kreis, Nordrhein-Westfalen.
Er hat eine Größe von 30 Hektar. Hauptsächlich wird der Flugplatz von Privat- und Geschäftsfliegern genutzt.

## Geographische Lage
Während die Gebäude des Flugplatzes alle auf Meinerzhagener Stadtgebiet liegen, reicht die Landebahn auf das Gebiet der Gemeinde Marienheide. Der Flugplatz liegt somit gleichzeitig im Märkischen- und im Oberbergischen Kreis, die beide überdies zu verschiedenen Regierungsbezirken gehören. Landschaftlich betrachtet liegt der Flugplatz auf der Nahtlinie zwischen Sauerland und Bergischen Land.
Nördlich des Flugplatzes liegt das NSG Brauke. Nur 200 m westlich des Flugplatzes befindet sich die knapp 484 m hohe Erhebung Wilde Kuhlen. Über diese Erhebung verläuft ein Wasserscheidepunkt, der die Einzugsgebiete von Sieg, Wupper und Ruhr trennt.
Auf dem Flugplatzgelände befindet sich auch eine Flugschule und ein Zentrum für Tragschrauber. In direkter Umgebung liegt ein Hotel-Restaurant.